# Albert Vogler
Albert Vogler (* 20. November 1919 in Augsburg; † 8. März 2001 in Forchheim) war ein deutscher Opernsänger (Bass). Er wirkte insgesamt 45 Jahre am Opernhaus Nürnberg.

## Leben

### Ausbildung und Anfänge
Albert Vogler besuchte das Gymnasium bis zur Mittleren Reife und nahm Gesangsunterricht. Seine Ausbildung erhielt er am Konservatorium Augsburg und privat bei Martha Mödl. Von 1935 bis 1938 war er als Kfm. Angestellter tätig.
Im Alter von 19 Jahren wurde er zu Beginn des Zweiten Weltkriegs nach Schlesien zur Wehrmacht eingezogen, konnte bei Auftritten im Rahmen der „künstlerischen Truppenbetreuung“ zeitweise aber immer wieder als Sänger auftreten. Sein erstes Engagement erhielt er noch während des Zweiten Weltkriegs am Landestheater Schweidnitz. Ein Engagement an die Sächsische Staatsoper Dresden, das er nach Kriegsende hätte antreten sollen, konnte er aufgrund der Auswirkungen des Zweiten Weltkriegs nicht annehmen.
Nach mehreren Lazarettaufenthalten, bei denen er wegen eines Leber- und Gallenleidens behandelt worden war, wurde er 1943 als nicht „k.v.“ (= nicht kriegsdienstverwendungfähig) aus dem Wehrmachtslazarett der Luftwaffen-Sanitätsstaffel in Reichenbach (Eulengebirge) entlassen. Als Heimatvertriebener aus den ehemaligen deutschen Ostgebieten, kehrte Vogler nach dem Ende des Zweiten Weltkriegs in seine bayerisch-schwäbische Heimat zurück, wo er nach der Entlassung aus der Kriegsgefangenschaft zunächst mit einem eigenen herumreisenden Ensemble, dem „Künstlerensemble Vogler“, bei sog. „Bunten Abenden“ als Solist mit Opern- und Operettenmelodien hervortrat und Konzerte für Flüchtlinge und Vertriebene gab.
1947 trat er an der „Schwäbischen Landesbühne Kaufbeuren“ in der Sparte „Operette“ sein erstes Nachkriegsengagement an. In der dortigen Erstaufführung der Oper Der Barbier von Sevilla übernahm er den Doktor Bartolo. In der Spielzeit 1947/48 sang er an der Schwäbischen Landesbühne der Besenbinder Peter in Hänsel und Gretel.

### Engagement am Opernhaus Nürnberg
Ab der Spielzeit 1948/49 (Vertragsbeginn: August 1948) war Vogler, zunächst mit Jahresverträgen, am Opernhaus Nürnberg engagiert. Viele Jahre war er später dort auch im Künstlerischen Beirat tätig.
Am Opernhaus Nürnberg trat Vogler als „Seriöser Bass, Bassbuffo und Charakterkomiker“ meist in mittleren und kleineren Rollen auf. Häufig übernahm er auch sog. „Comprimario“-Partien. Er sang und spielte im Laufe seiner Karriere über 150 verschiedene Rollen, konzentrierte sich dabei jedoch schwerpunktmäßig auf ein Kernrepertoire von circa 25–30 Partien, die er jederzeit „abrufen“ konnte und die es ihm ermöglichten, in diesen Rollen auch kurzfristig für erkrankte Kollegen einzuspringen. In der Spielzeit 1958/59 übernahm er beispielsweise nahezu sämtliche Partien der längerfristig erkrankten Bass-Kollegen Alfred Stein (1906–1972) und Max Kohl (1908–1962) und stand in dieser Saison an fast 120 Abenden, manchmal mehrfach in einer Woche, auf der Nürnberger Opernbühne. Mit den Aufführungen im Stadttheater Fürth sang er in der Saison 1958/59 fast 170 Aufführungen.
Vogler übernahm auch mehrere Hauptrollen, häufig als Zweit- bzw. Alternativbesetzung und als Einspringer.

#### Anfangsjahre
In seiner ersten Nürnberger Spielzeit 1948/49 wirkte Vogler gleich in mehreren Neuinszenierungen und musikalischen Neueinstudierungen mit.
Seine ersten Premierenrollen waren im Oktober 1948 der Professor Süffle in der Operette Der Vogelhändler und der General [sic!] Lefort in Zar und Zimmermann. Im November 1948 sprang er für den erkrankten Bass-Kollegen Alfred Stein als Lord Tristan Mickleford in Martha ein. Im Dezember 1948 und Januar 1949 folgten Neueinstudierungen als Benoit in La Bohème und als  Marquis d’Obigny in La Traviata.
Im Juni 1949 sang er den Notar in einer Neuinszenierung von Richard Strauss’ Oper Der Rosenkavalier in einer Festaufführung mit Cäcilie Reich (Marschallin), Maud Cunitz (Octavian) und Kurt Böhme (Ochs). Von Juni bis Oktober 1949 war er als Hofopernsänger Johann Michael Vogl in der Operette Das Dreimäderlhaus zu hören. Im Dezember 1949 sang er den Aibler in einer musikalischen Neueinstudierung der Oper Der Evangelimann.
Im Juli 1950 sang er in der ersten Nürnberger Meistersinger-Inszenierung nach dem Zweiten Weltkrieg in drei Festaufführungen anlässlich der 900-Jahr-Feier der Stadt Nürnberg den Hans Foltz. Seine Partner waren u. a. Paul Schöffler, Kurt Böhme, Karl Kronenberg, Lorenz Fehenberger, Trude Eipperle und Hella Ruttkowski. In späteren Produktionen und Wiederaufnahmen übernahm er zusätzlich auch den Nachtwächter und sang in zahlreichen Vorstellungen oft beide Rollen an einem Abend. Im Oktober 1950 übernahm er den Micha in einer Neuinszenierung der Oper Die verkaufte Braut mit Hella Ruttkowski (Agnes) als Partnerin. Im November 1950 war Kurt Böhme als Kezal sein Partner, im März 1951 Richard Holm als Hans.
In der Spielzeit 1951/52 sang er bei der ersten Premiere im von den US-Amerikanern an die Stadt Nürnberg „zurückgegebenen“ Opernhaus den Dancaïro in einer Carmen-Neuinszenierung an der Seite von Hella Ruttkowski und Robert Licha. Außerdem sprang er in der Spielzeit 1951/52 kurzfristig als Baculus in Der Wildschütz ein.
In der Spielzeit 1952/53 übernahm er in einer Neuinszenierung der Oper Tiefland (Premiere: Februar 1953) ab April 1953 zunächst für den erkrankten Max Kohl den Tommaso, anschließend für den länger erkrankten Alfred Stein zusätzlich den Moruccio und sang bis zum Spielzeitende abwechselnd beide Partien. Außerdem übernahm er nach mehreren zeitintensiven Proben als Cover für den länger erkrankten Bassisten Alfred Stein die Rolle des Lorenz von Pommersfelden in Mathis der Maler.

#### Nürnberger Premieren (Auswahl)
Vogler wirkte ab Anfang der 50er Jahre bis zum Beginn der 80er Jahre in zahlreichen Nürnberger Opern- und Operettenpremieren mit. Bestimmte Parteien (u. a. Herr Reich, Kuno, Micha, Masetto, Antonio, Dancaïro, Fürst Yamadori, Doktor Grenvil, General Lefort/Lord Syndham, Notar, Hans Foltz/Nachtwächter u. a.) sang er im Laufe seines Engagements über Jahrzehnte, teilweise in bis zu vier Nürnberger Neuinszenierungen.
In der Spielzeit 1954/55 sang er in Neuinszenierungen u. a. im September 1954 den Masetto in Don Giovanni und im November 1954 den Besenbinder in Hänsel und Gretel bei der Premiere im Stadttheater Fürth (mit Hella Ruttkowski in ihrer Nürnberger Erfolgsrolle als Knusperhexe). Im Januar 1955 war er in der Fürther Premiere der Neuinszenierung der Oper Die lustigen Weiber von Windsor als Herr Reich, an der Seite von Hella Ruttkowski als Frau Reich, zu hören.
In der Spielzeit 1957/58 war er der Doktor Bartolo in einer Neuinszenierung der Oper Der Barbier von Sevilla (Premiere: Dezember 1957), bei der Lotte Schädle, Cesare Curzi und Willi Domgraf-Fassbaender seine Partner waren. Im Februar 1959 sang er in einer weiteren Don Giovanni-Neuinszenierung erneut den Masetto, diesmal mit Lotte Schädle als Zerlina.
In der Spielzeit 1962/63 (Premiere März 1963) folgte seine zweite Nürnberger Neuinszenierung der Oper Die lustigen Weiber von Windsor, wieder als Herr Reich und wieder an der Seite von Hella Ruttkowski als Frau Reich. In der Spielzeit 1966/67 sang er in der sog. „Zweiten Premiere“ im März 1967 den Mesner in Tosca, mit weiteren Vorstellungen von April bis Juni 1967. Außerdem gab er in der Spielzeit 1966/67 mit schwäbischem Heimatakzent den Ritter Adelhof in einer Neuproduktion der Oper Der Waffenschmied.
In der Spielzeit 1973/74 sang er in einer weiteren Nürnberger Neuinszenierung der Oper Der Barbier von Sevilla als Zweitbesetzung den Doktor Bartolo neben Andreas Camillo Agrelli. Im Juni 1977 folgte Voglers dritte Nürnberger Neuinszenierung der Oper Die lustigen Weiber von Windsor, wieder als Herr Reich, diesmal an der Seite von Reinhild Runkel als Frau Reich. In der Spielzeit 1978/79 sang er Rollen in zwei Nürnberger Erstaufführungen: den Arzt in Pelléas et Mélisande (Premiere: Februar 1979) und den Farfallo in Die schweigsame Frau (Premiere: Juli 1979). In der Spielzeit 1979/80 übernahm er im Mai/Juni 1980 als Zweitbesetzung den Erbförster Kuno in einer Neuinszenierung der Oper Der Freischütz (Regie: Peter Beauvais).
Im Mai 1981 war er in der Meistersinger-Wiederaufnahme erneut als Nachtwächter zu hören, eine Rolle, die er seit über 30 Jahren am Opernhaus Nürnberg immer wieder gesungen hatte.
Seine letzten Premierenrollen als festes Nürnberger Ensemblemitglied waren in der Spielzeit 1981/82: „Zweiter Priester“ in Die Zauberflöte (Premiere: Oktober 1981, Regie: Peter Beauvais), der Philosoph Alidoro in La Cenerentola, wo er laut einer zeitgenössischen Kritik nach Ansicht des Rezensenten als „Märchenonkel“ und „fleischgewordene Regisseurs-Ratlosigkeit zwischen Bühne und Loge“ umherwandeln musste, und der Staatsrat Alcindoro in La Bohème (Premiere: Juli 1982) an der Seite von Gail Steiner als Musette.

#### Nach dem Ausscheiden
Zum Ende der Spielzeit 1982/83 (offizielles Vertragsende: 31. August 1983) schied Vogler altersbedingt auf eigenen Wunsch vorzeitig aus dem Ensemble aus, wurde aber ab der Spielzeit 1983/84 in der Oper und Operette auch weiterhin mit Gastverträgen in Premieren, Wiederaufnahmen und insbesondere regelmäßig in diversen Repertoirevorstellungen eingesetzt. In den alljährlichen Spielzeitheften des Opernhauses Nürnberg wurde Vogler, obgleich schon Rentner, weiterhin als aktives Mitglied geführt.
Im April 1987 sang er in der Premierenvorstellung der Martha-Neuinszenierung den Richter. Im September 1987 trat er in Die Meistersinger von Nürnberg, kurzfristig für den erkrankten Andrzej Dobber eingesprungen, noch einmal als Hans Foltz auf. Im Februar 1988 sprang er in Martha noch einmal als Lord Tristan Mickleford ein. In zwei Wiederaufnahmen der Freischütz-Inszenierung stand Vogler wiederum als Erbförster Kuno auf der Bühne, zunächst im November 1988, mit weiteren Vorstellungen im Juni/Juli 1989, dann noch einmal im Juni/Juli 1990.
Im Dezember 1988 übernahm er im Alter von fast 70 Jahren in der Premiere der Oper Die lustigen Weiber von Windsor noch einmal die Rolle des Herrn Reich, den er in einer Zeitspanne von fast 35 Jahren bereits in drei vorangegangenen Nürnberger Neuinszenierungen dieser Oper immer wieder interpretiert hatte. Weitere Vorstellungen als Herr Reich sang Vogler in der Spielzeit 1988/89 noch im Dezember 1988 und Januar 1989 (als Einspringer für den erkrankten Bassisten Ulrich Dünnebach), sowie noch einmal im Juli 1989 in einer Repertoirevorstellung.
Zu seinen weiteren regelmäßigen Repertoirerollen gehörten bis Ende der 80er/Anfang der 90er Jahre u. a.: Doktor Grenvil (La Traviata), Professor Würmchen (Der Vogelhändler), Conte Carnero (Der Zigeunerbaron) und der Besenbinder Peter in Hänsel und Gretel.
Von Januar bis März 1989 spielte er den Frosch in Die Fledermaus (als Vertretung für den auswärtig gastierenden Kurt Leo Sourisseaux). Im Juni/Juli 1990, in der Spielzeit 1990/91 und in der Spielzeit 1991/92 (November 91/Juni 1992) war er als Fiakerkutscher in Wiener Blut eingesetzt. Im Juli 1990 trat er nochmals als Alcindoro in La Bohème auf. Im Januar 1991 übernahm er als Einspringer kurzfristig in Salome die kleine Rolle des „Kappadoziers“.
In zwei weiteren Wiederaufnahmen der Oper Die Zauberflöte (November 1991 und Oktober 1992) spielte er, wie in allen Vorstellungen seit der Premiere in der Spielzeit 1981/82, den „Zweiten Priester“. Bis zum Ende der Spielzeit 1992/93 trat Vogler noch als Gast am Opernhaus Nürnberg auf, zuletzt im Juli 1993 als „Zweiter Priester“ in Die Zauberflöte.

#### Operettenkomiker
Bereits zu Beginn seiner Bühnenlaufbahn übernahm Vogler aufgrund seines komödiantischen Spieltalents immer wieder auch verschiedene Komiker-Rollen in der Operette, in denen er teilweise bis Anfang der 90er Jahre regelmäßig auf der Bühne stand. Insbesondere als Komiker in den Operetten der Goldenen und Silbernen Operetten-Ära (Johann Strauß, Carl Zeller, Emmerich Kálmán) erzielte er große Erfolge.
In der Spielzeit 1954/55 war er der Professor Süffle in der Operette Der Vogelhändler. Im Februar 1955 sprang er am Stadttheater Fürth als Notar Kiss in der Operette Die Csárdásfürstin ein. In der Spielzeit 1958/59 war er der Onkel Josef („Josse“) Kuhbrot in der Operette Der Vetter aus Dingsda . In der Vogelhändler-Neuinszenierung in der Spielzeit 1962/63 (Premiere: Februar 1963) wechselte er dann zum Professor Würmchen, den er bis kurz vor der Aufgabe seiner Bühnenlaufbahn immer wieder interpretierte, zuletzt im März 1991.
In der Spielzeit 1977/78 (Premiere: Juli 1978) übernahm er in der Gräfin Mariza-Neuinszenierung die Rolle des Kammerdieners Penižek, an der Seite von Gerda Hensel als Fürstin Bozena. In der Spielzeit 1978/79 (Premiere: Oktober 1978) war er wieder Professor Würmchen in einer weiteren Vogelhändler-Neuinszenierung (Regie: Kurt Leo Sourisseaux). In der Spielzeit 1978/79 (Premiere: April 1979) trat er in der Operette Im Weißen Rößl als vertrottelter Professor Hinzelmann auf. In der Spielzeit 1979/80 war er in der Wiederaufnahme von Das Feuerwerk als hustender Onkel Gustav (mit Hella Ruttkowski als Tante Paula als Partnerin) zu sehen. Ab Oktober 1980 spielte er in der Wiederaufnahme der Operette Die lustige Witwe den Pritschitsch (neben Gerda Hensel als Praskowia).

#### Ur- und Erstaufführungen (Auswahl)
Albert Vogler wirkte am Opernhaus Nürnberg in mehreren Ur- und Erstaufführungen mit.
In der Spielzeit 1948/49 war er als „Zweiter Strolch“ in der Nürnberger Erstaufführung der Oper Die Kluge zu hören. Im Februar 1951 gehörte er als Gesandtschaftssekretär Mr. Clarke zur Uraufführungsbesetzung der Oper Lady Hamilton von Robert Heger.
Im Februar 1954 übernahm er die Rolle „Ambrosius, ein alter Fischer“ in der Uraufführung der Operette Der dritte Wunsch von Nico Dostal. In der Spielzeit 1954/55 wirkte er in der Nürnberger Erstaufführung der heiteren Oper Schaubudengeschichten von Gerhard Wimberger mit.
In der Spielzeit 1958/59 sang er die Partie des Ossipp, Chlestakows Diener (Bass), in der Nürnberger Erstaufführung von Werner Egks Oper Der Revisor. Im März 1959 war er in der Uraufführung von Diana (Komische Oper von Carl Millöcker) als Geheimrat Leder besetzt. Im Mai 1959 folgte in der Nürnberger Erstaufführung der Oper Katrena von Eugen Suchoň die Rolle des Zimon. Im Oktober 1972 übernahm er am Opernhaus Nürnberg in der bundesdeutschen Erstaufführung des Musicals West Side Story die Rolle des Ladeninhabers „Doc“.

### Gastspiele, Konzerte, Tondokumente
Mit dem Ensemble der Nürnberger Oper gastierte er am Teatro Liceu in Barcelona (Februar 1964, als Titurel in Parsifal) und am Opernhaus Nizza (mit Die Meistersinger von Nürnberg).
In der Spielzeit 1974/75 trat er als Dr. Bartolo in Der Barbier von Sevilla am Staatstheater am Gärtnerplatz in München auf. Im November 1981 war beim Steirischen Herbst in Graz in der Nürnberger Produktion der Oper Le Grand Macabre als Schabernack zu sehen. Im Juli 1982 gastierte er mit dem Nürnberger Ensemble als Erbförster Kuno in Der Freischütz im Bergwaldtheater Weißenburg.
Zu seinem Konzertrepertoire gehörten u. a. Werke von Johann Sebastian Bach und Joseph Haydn (Die Schöpfung). Im April 1965 sang er mit dem Lehrergesangverein Nürnberg in der Nürnberger Meistersingerhalle die Bass-Partien in der Matthäuspassion.
In einer Live-Aufnahme von 1950 aus Nürnberg ist Vogler unter der musikalischen Leitung von Max Loy in der Oper Hans Sachs von Albert Lortzing als Kaiser Maximilian zu hören.

### Privates
Vogler war seit November 1941 mit Charlotte Vogler, geb. Bannert, verheiratet. Seine Frau begleitete ihn bei Veranstaltungen und Auftritten häufig als Pianistin. Ihr gemeinsamer Sohn (* in Wittislingen) war später als Sonderpädagoge und Schulleiter tätig. Mit seiner Schwester Ev Limmer (geb. Vogler) trat Albert Vogler unmittelbar nach dem Zweiten Weltkrieg auch bei Konzerten gemeinsam auf. Die beiden Söhne seiner Schwester, Ulrich Limmer und Wolfgang Limmer, machten sich später in der Filmbranche einen Namen, u. a. als Drehbuchautoren und Produzenten.
Albert Vogler lebte viele Jahre in Nürnberg-Steinbühl, nahe dem Opernhaus, seiner Arbeitsstätte, als Rentner dann in Hersbruck. Viele Jahre engagierte er sich ehrenamtlich. Er sang u. a. bei den alljährlichen Weihnachtsfeiern des „Bundes der Kriegsblinden Nordbayerns“ und gab kostenlose Konzerte in Altenheimen. Er starb im März 2001 im Alter von 81 Jahren. Der Trauergottesdienst für Albert Vogler fand im März 2001 in der Kath. Pfarrkirche „Unsere Liebe Frau“ in Hersbruck statt. Der Nürnberger Kammersänger Heinz-Klaus Ecker (* 1942) brachte dabei Musikstücke von Johann Sebastian Bach zur Aufführung.